# 카일리 제너
카일리 제너(영어: Kylie Kristen Jenner, 1997년 8월 10일~)는 미국의 방송인, 모델, 사업가이다. 2014년과 2015년, SNS상에서의 영향력을 인정받아 타임이 선정한 "전 세계에서 가장 영향력이 큰 10대 리스트"에 언니 켄들 제너와 함께 '제너 자매'라는 이름으로 명단에 올랐다. 2018년 기준, 인스타그램 1억 팔로워 이상으로 전 세계에서 인스타그램 팔로워가 가장 많은 탑10 안에 들었다.
2015년 본인의 이름을 딴 코스매틱 제품 라인 "카일리 립 키트"를 런칭해 큰 성과를 이룬 후, 다음 해 브랜드 이름을 "카일리 코스매틱스"(Kylie Cosmetics)로 변경해 본격적으로 코스매틱 사업을 시작했다. 2018년, 포브스는 카일리의 순 재산 가치를 9억 달러로 평가했다. 이는 카일리가 "카일리 코스매틱스"의 소유권을 100% 점유하고 있기 때문이었다.

## 가정 환경
전 올림픽 육상 금메달리스트인 아버지 케이틀린 제너와 성공한 사업가인 어머니 크리스 제너 사이에서 태어난 막내 딸이다. 어릴 때부터 가족들과 리얼리티 프로그램 《4차원 가족 카다시안 따라잡기》에 함께 출연하며 인지도를 쌓았다.

## 사생활
영화감독 겸 배우 윌 스미스의 아들 제이든 스미스와 모델 지지 하디드, 헤일리 볼드윈, 팝스타 저스틴 비버와 친분이 있고, 아나스타샤 카라니콜라오우와 절친이다. 래퍼 타이가와 결별 후 래퍼 트래비스 스캇과 연애 중 최근 결별했다. 2018년 2월 1일, 딸 스토미 웹스터(Stormi Webster)를 낳아 스캇과 함께 슬하에 스토미를 두고 있다.

## 스타일
초반에는 언니 켄들 제너에 비해 큰 관심을 받지는 못했다. 특히 카일리는 자신의 얇은 입술에 큰 콤플렉스를 느껴, 몇 차례에 걸친 성형 수술과 입술 필러로 외모 변신을 했다. 이후 켄들 제너와 완전히 상반된 이미지로 10대 청소년들의 워너비가 되어, 마른 언니와 달리 이부 언니 킴 카다시안을 닮은 육감적인 몸매로 인기를 모았다.
카일리는 정식 모델은 아니지만 자신의 이미지에 맞는 뛰어난 패션 센스로 여러 유명 잡지의 표지 모델로 활약했다. 또한 크고 작은 패션 행사에도 참석하는 등 패션계에 영향을 주고 있다.

## 사업
사업가인 어머니의 피를 물려받았는지 카일리 제너는 뛰어난 사업 실력으로 큰 수완을 얻고 있다. 그녀의 유명세가 사업 성공에 일조하긴 했지만 그녀는 어린 나이에 "Kylie Cosmetics"와 언니인 켄들 제너와 "Kendall+Kyile"을 런칭했다. 그녀의 이름을 내건 립 키트는 4시간 만에 완판이 되었다. 그리고 최근 이부언니인 킴 카다시안과 콜라보하여 립키트도 새롭게 런칭을 했다.

## 같이 보기
- 유명한 것으로 유명